# Lidia Ciołkoszowa
Lidia Ciołkoszowa z domu Kahan (ur. 24 czerwca 1902 w Tomaszowie Mazowieckim, zm. 9 czerwca 2002 w Londynie) – działaczka socjalistyczna, publicystka, historyczka, żona Adama Ciołkosza.

## Życiorys
Córka Lejzora i Estery z domu Najfeld. Na Uniwersytecie Jagiellońskim w Krakowie ukończyła polonistykę i historię oraz Studium Pedagogiczne z tytułem doktora (1925). W czasie studiów w Krakowie poznała przyszłego męża Adama Ciołkosza. W czasie wojny polsko-bolszewickiej pracowała jako wolontariuszka w biurze wojskowym.
Od roku 1920 zaangażowana w działalność Polskiej Partii Socjalistycznej. Była działaczką polityczną i społeczną, ostatnim żyjącym członkiem przedwojennej krajowej Rady Naczelnej PPS. Do wybuchu II wojny światowej pracowała jako bibliotekarka i wykładowczyni Towarzystwa Uniwersytetu Robotniczego (TUR), wychowawczyni i organizatorka kolonii letnich oraz świetlic dla dzieci robotniczych.

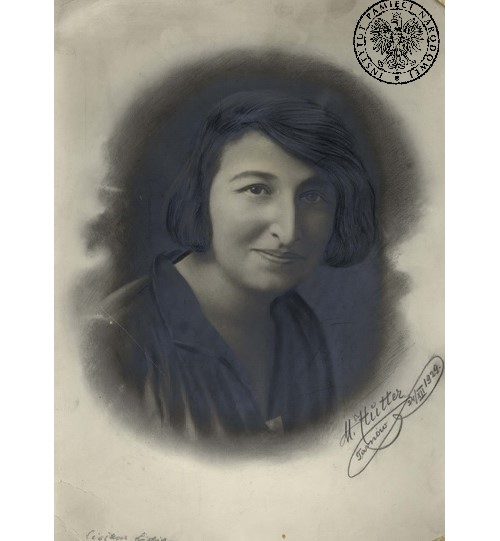
Lidia Ciołkoszowa, portret z 24 grudnia 1929 r.

Zasiadała w Radzie Miejskiej w Tarnowie, w której przewodniczyła klubowi socjalistycznemu. Od roku 1934 wybierana do Rady Naczelnej PPS. Po wybuchu wojny w 1939 roku przedostała się z rodziną do Lwowa, skąd przez Litwę i Szwecję, a następnie Rumunię i Francję udali się do Londynu, gdzie w okresie 1940–1948 Lidia była członkinią Komitetu Zagranicznego PPS.
W okresie emigracyjnym pełniła funkcję członkini Centralnej Rady PPS (1948–1960, w tym w okresie 1957–1960 członkini Centralnego Komitetu Zagranicznego PPS). Po rozłamie w PPS na emigracji wraz z mężem Adamem Ciołkoszem działaczka Centralnego Komitetu PPS. Liderka struktur PPS na emigracji również po śmierci męża.
Po połączeniu emigracyjnych struktur na scaleniowym zjeździe PPS w listopadzie 1987 roku w Bernried, została wybrana przewodniczącą Centralnej Rady Partyjnej, a na XXV Zjeździe PPS odbytym w listopadzie 1990 roku w Warszawie – jako ostatnia żyjąca członkini władz przedwojennej PPS – została wybrana dożywotnio na honorową przewodniczącą partii. Zdecydowana przeciwniczka wchodzenia w koalicje z partiami postkomunistycznymi. W 1993 roku po wejściu PPS w skład koalicji Sojusz Lewicy Demokratycznej zrezygnowała z honorowego przewodniczenia partii.
Lidia Ciołkoszowa była autorką wielu artykułów, broszur i audycji radiowych z historii polskiego ruchu robotniczego, nadawanych przez Rozgłośnię Polską Radia Wolna Europa. W 1952 roku opublikowała książkę Generał Walery Wróblewski, w 1965 roku książkę Publicystyka polska na emigracji w latach 1940–1960 i wspólnie z mężem Adamem najważniejsze ich dzieło – Zarys dziejów socjalizmu polskiego (t. 1 Londyn 1966, t. 2 Londyn 1972). Opracowała również wydanie książki Aleksandra Wata „Mój wiek”.
Została wyróżniona nagrodami literackimi paryskiej Kultury (Paryż, 1967), Stowarzyszenia Polskich Kombatantów (Londyn, 1972) i fundacji im. Jurzykowskiego (Nowy Jork, 1973) oraz orderem Polonia Restituta. Była członkiem Polskiego Towarzystwa Naukowego na Obczyźnie (od 1966).
Podpisała list pisarzy polskich na Obczyźnie, solidaryzujących się z sygnatariuszami protestu przeciwko zmianom w Konstytucji Polskiej Rzeczypospolitej Ludowej (List 59).
Zmarła w Londynie 9 czerwca 2002.

## Wybrane publikacje
- Publicystyka polska na emigracji 1940–1960, London 1965.
- Zarys dziejów socjalizmu polskiego. T. 1. Londyn: Gryf Publ, 1966. Brak numerów stron w książce (wraz z mężem).
- Zarys dziejów socjalizmu polskiego. T. 2. Londyn: Gryf Publ, 1972. Brak numerów stron w książce (wraz z mężem).
- Publicystyka polska na emigracji 1940–1960, wstęp i oprac. Andrzej Friszke, Warszawa: Wydawnictwo Krytyki Politycznej 2013.